# Космические войска

Средняя эмблема Космических войск ВС России.

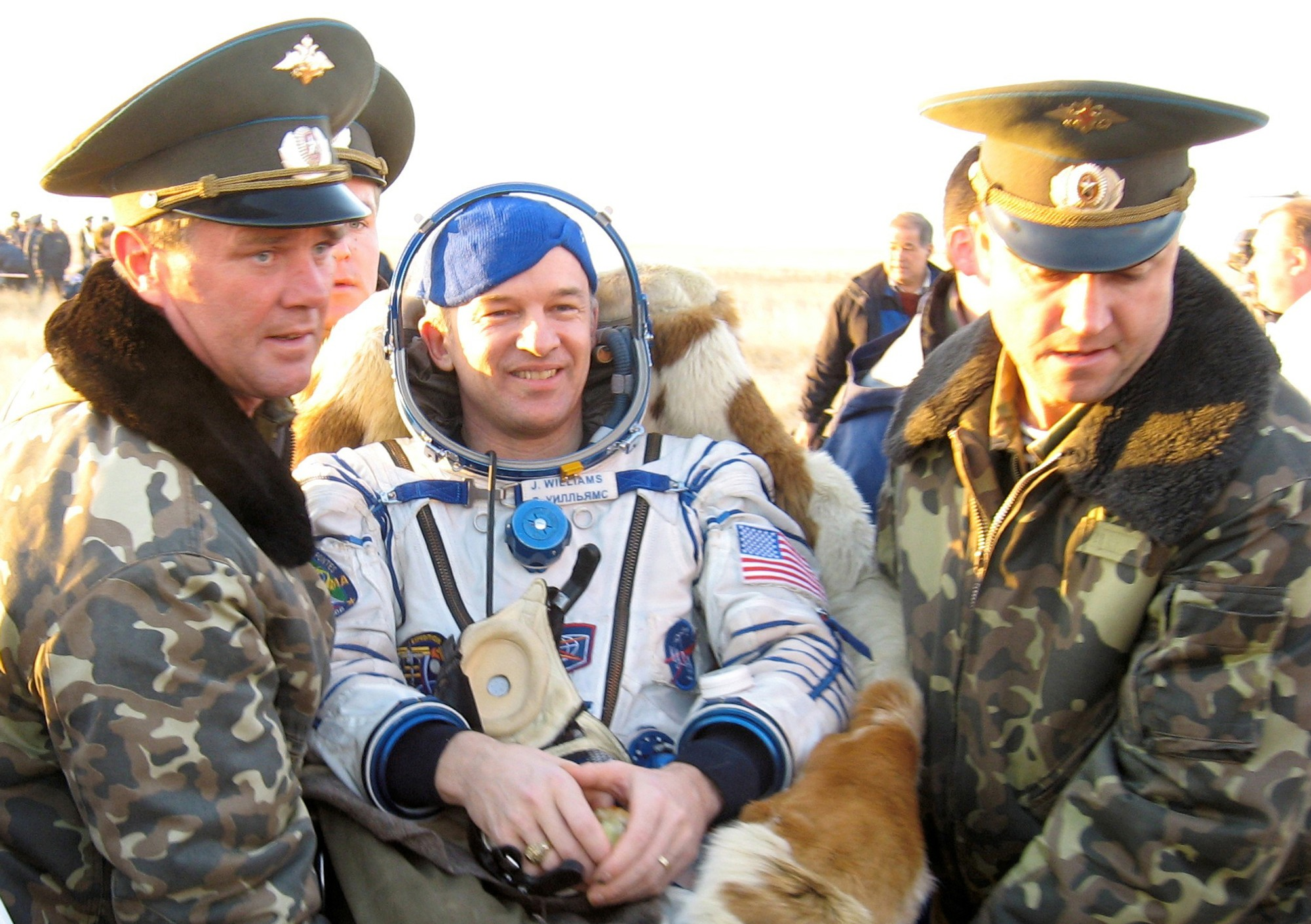
Офицеры Космических Войск ВС России и американский астронавт, Байконур, 2006 год.

Косми́ческие войска́ — род войск в составе Воздушно-космических сил России (ВКС России). Космические войска предназначены для обеспечения безопасности России в космической сфере.
Как отдельный род войск существовал в Вооружённых силах Российской Федерации (ВС России) в 2001—2011 годах. С 1 декабря 2011 года преобразованы в Войска воздушно-космической обороны. С 1 августа 2015 года воссозданы как род войск в составе Воздушно-космических сил.

## Задачи
Космические войска решают широкий спектр задач, основные из которых:
- наблюдение за космическими объектами и выявление угроз России в космосе и из космоса, а при необходимости — отражение таких угроз;
- запуск космических аппаратов на орбиты, управление спутниковыми системами военного и двойного (военного и гражданского) назначения в полёте и применение отдельных из них в интересах обеспечения войск (сил) Российской Федерации необходимой информацией;
- поддержание в установленном составе и готовности к применению спутниковых систем военного и двойного назначения, средств их запуска и управления и ряд других задач.

## История
Первые части космического назначения (ныне Ракетные войска стратегического назначения, РВСН) были сформированы в 1955 году в составе артиллерии Резерва Верховного Главнокомандования (РВГК), когда постановлением Правительства СССР было принято решение о строительстве научно-исследовательского полигона, ставшего впоследствии всемирно известным космодромом Байконур.
В 1957 году создан Командно-измерительный комплекс (КИК) управления космическими аппаратами (ныне — Главный испытательный центр испытаний и управления космическими средствами имени Г. С. Титова, ГИЦИУ КС), включавший Центр по руководству и координации работ комплекса измерительных средств, средства связи, службу единого времени и 13 отдельных контрольно-измерительных пунктов. В этом же году в городе Мирный Архангельской области было начато строительство полигона, предназначенного для пусков межконтинентальных баллистических ракет (МБР) Р-7 — нынешнего космодрома Плесецк.
4 октября 1957 года частями запуска и управления космическими аппаратами был осуществлён запуск первого искусственного спутника Земли «ПС-1» и контроль за ним, а 12 апреля 1961 года — запуск и управление полётом первого в мире пилотируемого космического корабля «Восток» с космонавтом Юрием Гагариным на борту. В дальнейшем все отечественные и международные космические программы осуществлялись с непосредственным участием воинских частей запуска и управления космических аппаратов.
В 1964 году для централизации работ по созданию новых средств, а также оперативного решения вопросов применения космических средств было создано Центральное управление космических средств (ЦУКОС) Ракетных войск стратегического назначения (РВСН). В 1970 году оно было реорганизовано в Главное управление космических средств (ГУКОС) РВСН.
Для преодоления противоречия между межвидовым характером решаемых задач и видовой подчинённостью военного космоса Министерством обороны СССР (МО СССР) в 1981 году было принято решение о выведении ГУКОС из состава РВСН и подчинении его непосредственно Генеральному штабу. В 1986 году ГУКОС было преобразовано в Управление начальника космических средств МО СССР.
В 1992 году Управление начальника космических средств преобразовано в род войск центрального подчинения — Военно-космические силы (ВКС). В их состав вошли космодромы Байконур, Плесецк, Свободный (в 1996 году), а также Главный центр испытаний и управления космическими аппаратами военного и гражданского назначения имени Германа Титова, расположенный в Краснознаменске («Объект 413», «Голицыно-2»). Подразделения космических войск находятся также в Оленегорске и посёлке Лехтуси (Ленинградская область).
В 1997 году в ходе начавшейся военной реформы Военно-космические силы для повышения эффективности управления войсками и экономии оборонного бюджета вместе с Войсками РКО были включены в состав Ракетных войск стратегического назначения. Однако это объективно привело к появлению промежуточного звена управления военным космосом, что резко снизило оперативность принятия решений и привело к перераспределению ассигнований и ресурсов, выделяемых на космос.
В связи с возрастанием роли космических средств в системе военной и национальной безопасности России, Указом Президента на базе выделяемых из РВСН объединений, соединений и частей запуска и ракетно-космической обороны (РКО), 1 июня 2001 года создан самостоятельный род войск — Космические войска.
При этом учитывалось, что космические силы и средства, силы и средства РКО имеют единую сферу решения задач — космос, а также близкую кооперацию предприятий промышленности, обеспечивающую создание и развитие средств вооружения.
До 2009 года в состав Космических войск входили:
- Командование Космических войск;
- Главный испытательный космический центр имени Г. С. Титова
- 3-я отдельная армия ракетно-космической обороны особого назначения:
  - 1-я дивизия предупреждения о ракетном нападении (бывшая 3-я отдельная армия предупреждения о ракетном нападении особого назначения),
  - 9-я дивизия противоракетной обороны (бывший 9-й отдельный корпус противоракетной обороны),
  - 45-я дивизия контроля космического пространства (бывший 18-й отдельный корпус противокосмической обороны и контроля космического пространства).

1 декабря 2011 года, в соответствии с Указом Президента Российской Федерации от 10 мая 2011 года «О внесении изменений в состав Вооружённых сил Российской Федерации», Космические войска входят в состав Войск воздушно-космической обороны.
1 августа 2015 года Космические войска воссозданы как род войск в составе Воздушно-космических сил.

## Состав
- Командование Космических войск
  - 15-я армия воздушно-космических сил особого назначения
    - Главный испытательный космический центр имени Г. С. Титова
    - Главный центр предупреждения о ракетном нападении
    - Главный центр разведки космической обстановки

  - Государственный испытательный космодром «Плесецк»
    - центры испытаний и применений космических средств
    - отдельная научная исследовательская станция (полигон «Кура»)

  - Арсенал

## Орбитальная группировка
Орбитальная спутниковая группировка России на 2022 год состоит из 106 аппаратов. Совместно с орбитальными группировками стран СНГ — 167 аппаратов.
Самой крупной орбитальной группировкой обладают США, которым принадлежат 446 искусственных спутников. На третьем месте — Китай со 120+ спутниками. Индия поддерживает на полярных орбитах 40+ действующих спутников съёмки Земли.

## Наименования
- Центральное управление космических средств (ЦУКОС) Ракетных войск стратегического назначения (РВСН) (1964—1970)
- Главное управление космических средств (ГУКОС) Ракетных войск стратегического назначения (РВСН) (1970—1981)
- Главное управление космических средств (ГУКОС) Генерального штаба Вооружённых сил СССР (1981—1986)
- Управление начальника космических средств (УНКС) Министерства обороны СССР (1986—1992)
- Военно-космические силы (ВКС) (1992—1997)
- Воинские части и учреждения запуска и управления космическими аппаратами Ракетных войск стратегического назначения (РВСН) (1997—2001)
- Космические войска (КВ) (2001—2011)
- Космическое командование (КК) Войск воздушно-космической обороны (ВВКО) (с 1 декабря 2011 года — 1 августа 2015)
- Космические войска (КВ) Воздушно-космических сил (с 1 августа 2015)

## Командующие
- 1964—1965 — К. А.-А. Керимов
- 1965—1979 — А. Г. Карась
- 1979—1989 — А. А. Максимов
- 1989—1996 — В. Л. Иванов
- 2001—2004 — А. Н. Перминов
- 2004—2008 — В. А. Поповкин
- 2008—2011 — О. Н. Остапенко
- 2012 — В. М. Иванов — временно исполняющий обязанности
- декабрь 2012 — А. В. Головко

## Учебные заведения
Подготовкой офицеров для космических войск занимаются:
- Военно-космическая академия имени А. Ф. Можайского
- Военная академия воздушно-космической обороны имени Маршала Советского Союза Г. К. Жукова

## Профессиональный праздник
Приказом Министра обороны СССР от 3 августа 1960 года, в канун третьей годовщины запуска первого искусственного спутника Земли, 4 октября установлен «День КИКа».
В соответствии с указом Президента Российской Федерации от 10.12.1995 № 1239 4 октября стал официальным праздником — Днём ракетных войск стратегического назначения и Днём военно-космических сил.
Согласно указу Президента Российской Федерации от 3 октября 2002 года, 4 октября отмечается День космических войск. Праздник приурочен ко дню запуска первого искусственного спутника Земли, открывшего летопись космонавтики, в том числе и военной.